# Whanganui East
Whanganui East est une banlieue de la cité de Whanganui, située dans la région de  Manawatū-Whanganui dans l’Île du Nord de la Nouvelle-Zélande.

## Démographie
La banlieue de Whanganui East, comprenant la zone statistique de Wembley Park, Whanganui East-Williams Domain et Whanganui East-Riverlands, couvre 4,42 km2.
Elle avait une population de 6156 résidents lors du recensement de2018 en Nouvelle-Zélande, en augmentation de 336 personnes (5,8 %) depuis le recensement de 2013, et une augmentation de 93 personnes (1,5 %) depuis le recensement de 2006 en Nouvelle-Zélande.
Il y a 2508 logements et on compte 2829 hommes et 3333 femmes donnant un sexe-ratio de 0,85 homme pour une femme avec 1329 personnes (21,6 %) âgées de moins de 15 ans, 1044 personnes (17,0 %) âgées de 15 à 29 ans, 2457 personnes (39,9 %) âgées de 30 à 64 ans et 1329 personnes (21,6 %) âgées de 65 ans ou plus.
L’ethnicité est pour 79,8 % européens/Pākehā, 30,8 % Maori, 2,9 % des personnes du Pacifique, 2,6 % d’origine asiatique et 1,0 % d’une autre ethnicité (le total peut faire plus de 100 % dans la mesure où une personne peut s’identifier de multiples ethnicités).
La proportion de personnes nées outre-mer est de 9,7 %, comparée avec les 27,1 % au niveau national.
Bien que certaines personnes refusent de donner leur religion, 48,6 % n’ont aucune religion, 36,2 % sont chrétiens, 0,4 % sont hindouistes, 0,1 % sont musulmans, 0,2 % sont bouddhistes et 5,2 % ont une autre religion.
Parmi ceux d’au moins 15 ans d’âge, 528 personnes (10,9 %) ont une licence ou un niveau supérieur et 1215 personnes (25,2 %) n’ont aucune qualification formelle.
Le statut d’emploi de ceux d’au moins 15 ans est pour 1890 personnes (39,2 %)  employées à plein temps, pour 699 personnes (14,5 %) qui sont à temps partiel et  294 personnes (6,1%) sont sans emploi.
| Nom                            | Population | Logements | âge médian | revenus médians |
| ------------------------------ | ---------- | --------- | ---------- | --------------- |
| Wembley Park                   | 1695       | 636       | 38,5 ans   | 22,200 $        |
| Whanganui East-Williams Domain | 2277       | 921       | 42,8 ans   | 23,300 $        |
| Whanganui East-Riverlands      | 2184       | 951       | 42,8 ans   | 24,300 $        |
| Nouvelle-Zélande               |            |           | 37,4 ans   | 31,800 $        |

## Éducation
- L’école de Whanganui East School est une école primaire, publique, mixte, allant de l’année 1 à 6[3] avec un effectif de  195 élèves en  novembre 2022[4].

- L’école St Anne est une école primaire, mixte, intégrée au public, accueillant les enfants de l’année 1 à 8[5],[6]  avec un effectif de 208 élèves[7].

- Le  collège de fille de Whanganui (en) est une école secondaire unisexe publique[8],[9] avec un effectif de 323 élèves[10].